# Ehren McGhehey
Ehren McGhehey est un acteur américain né le 29 novembre 1976 à McMinnville (Oregon).
Membre de Jackass.

## Biographie
Spécialiste de la trottinette et du bâton-sauteur de l'extrême. Ses cascades toujours plus dangereuses lui ont valu le surnom de Danger Ehren. Heureusement il porte toujours un casque.  Sa devise est : « La sécurité d'abord. »
Toutefois, Ehren s'est quand même brisé pas mal d'os dans sa carrière, il a perdu des dents et s'est même cassé le cou.